# جزيرة القتال
جزيرة القتال (بالإنجليزية: Fight Island)‏ هي سلسلة من فعاليات بطولة القتال النهائي (UFC) لفنون القتال المختلطة التي أقيمت في جزيرة ياس في أبو ظبي،الإمارات العربية المتحدة في 2020 و2021 خلال جائحة فيروس كورونا.

## الأحداث
| الحدث                                           | التاريخ        | المكان      | م.     |
| ----------------------------------------------- | -------------- | ----------- | ------ |
| يو إف سي 280: أوليفيرا ضد ماخاشيف               | 22 أكتوبر 2022 | اتحاد أرينا | [ 1 ]  |
| يو إف سي 267: بلاهوفيتش ضد تيكسيرا              | 30 أكتوبر 2021 | اتحاد أرينا | [ 2 ]  |
| يو إف سي 257: بورييه ضد ماكغريغور 2             | 24 يناير 2021  | اتحاد أرينا | [ 3 ]  |
| يو إف سي على إي إس بي إن: كييزا ضد ماغني        | 20 يناير 2021  | اتحاد أرينا | [ 4 ]  |
| يو إف سي على أيه بي سي: هولواي ضد كتار          | 16 يناير 2021  | اتحاد أرينا | [ 5 ]  |
| يو إف سي 254: حبيب ضد غيثي                      | 24 أكتوبر 2020 | جزيرة ياس   | [ 6 ]  |
| يو إف سي ليلة القتال: أورتيغا ضد الزومبي الكوري | 18 أكتوبر 2020 | جزيرة ياس   | [ 6 ]  |
| يو إف سي ليلة القتال: مورايس ضد ساندهاغن        | 11 أكتوبر 2020 | جزيرة ياس   | [ 6 ]  |
| يو إف سي على إي إس بي إن: هولم ضد ألدانا        | 4 أكتوبر 2020  | جزيرة ياس   | [ 6 ]  |
| يو إف سي 253: أديسانيا ضد كوستا                 | 27 سبتمبر 2020 | جزيرة ياس   | [ 7 ]  |
| يو إف سي على إي إس بي إن: ويتيكر ضد تيل         | 26 يوليو 2020  | جزيرة ياس   | [ 8 ]  |
| يو إف سي ليلة القتال: فيغيريدو ضد بينافيدز 2    | 19 يوليو 2020  | جزيرة ياس   | [ 9 ]  |
| يو إف سي على إي إس بي إن: كاتار ضد إيجي         | 16 يوليو 2020  | جزيرة ياس   | [ 10 ] |
| يو إف سي 251: عثمان ضد ماسفيدال                 | 12 يوليو 2020  | جزيرة ياس   | [ 11 ] |